# 錫夫萊克鎮區 (明尼蘇達州馬歇爾縣)
錫夫萊克鎮區（英語：Thief Lake Township）是位於美國明尼蘇達州馬歇爾縣的一個行政鎮區。

## 地方資料
錫夫萊克鎮區的面積為94.55平方千米，當中陸地面積為72.81平方千米，而水域面積為21.74平方千米。根據2020年美國人口普查的數據，當地共有人口30人，而人口密度為每平方千米0.32人。